# Landschapszwembad

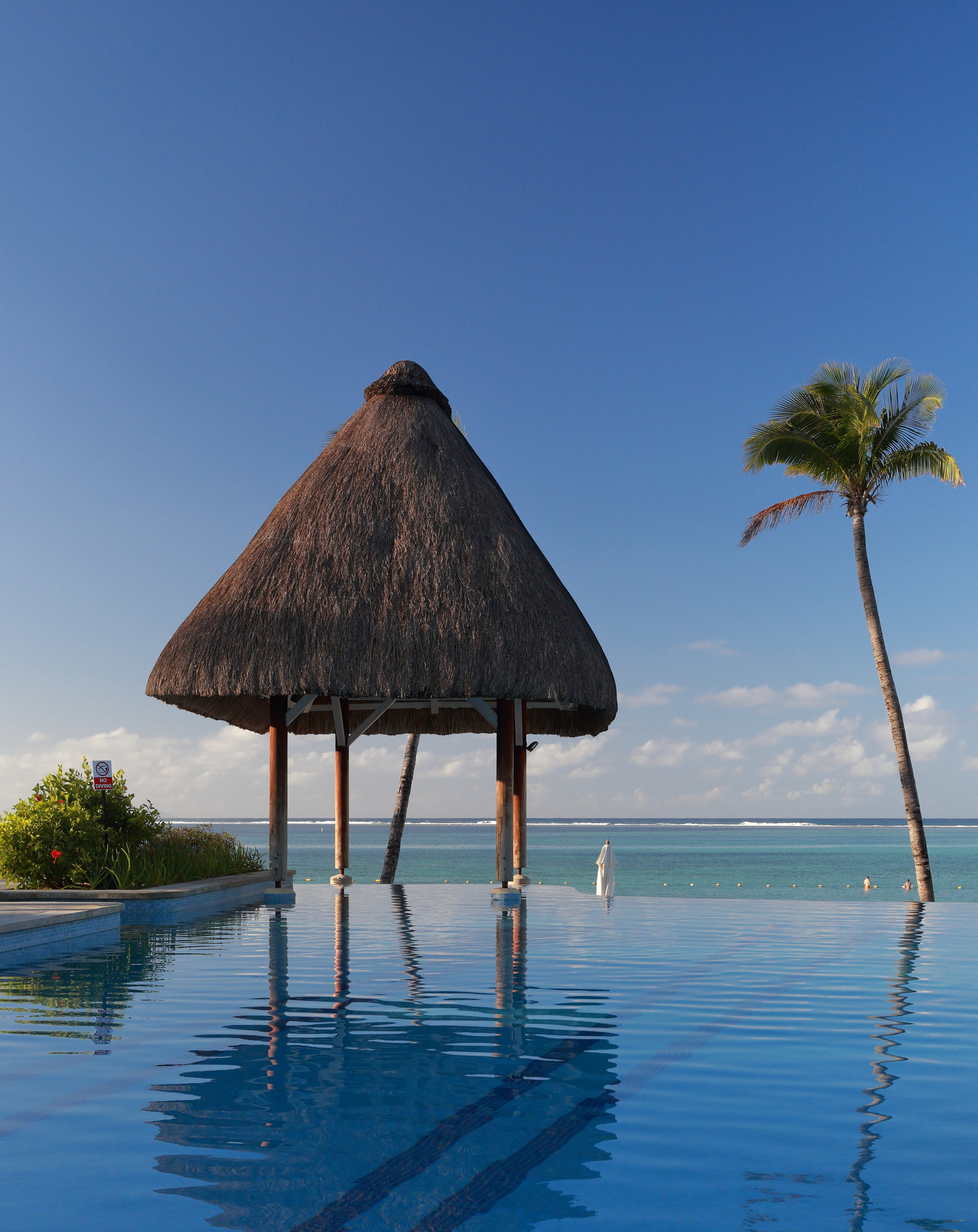
Een landschapszwembad in Mauritius, met uitzicht op de Indische Oceaan

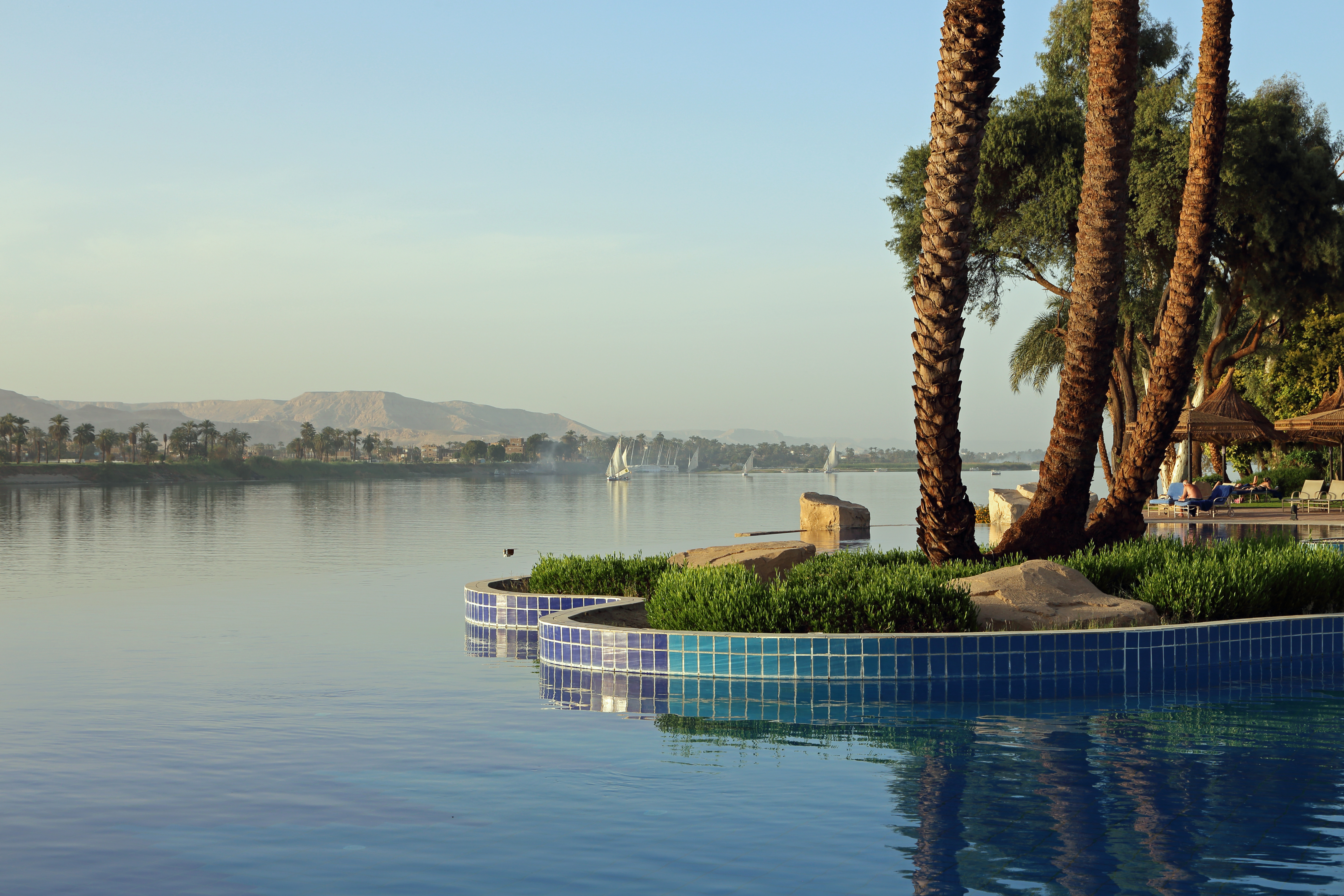
Landschapszwembad in Luxor (Egypte), met de Nijl als achtergrond

Een landschapszwembad (Engels: infinity pool), ook bekend onder de meer gangbare naam overloopzwembad (hoewel daarmee niet altijd een landschapszwembad wordt bedoeld), is een zwembad dat ontworpen is zodat water over de rand stroomt. Hierdoor ontstaat een optische illusie: het lijkt of het zwembad geen rand heeft. Veelal wordt gekozen voor een dergelijke rand om het te laten lijken alsof het zwembad overloopt in de zee of de lucht.
De rand is feitelijk een stuw die enkele millimeters lager ligt dan het waterniveau in het zwembad. Het water dat over de rand stroomt, wordt opgevangen in een lagergelegen goot en teruggepompt.